# Biosfeerreservaat Kronotski
Biosfeerreservaat Kronotski (Russisch: Кроноцкий государственный биосферный заповедник) is een zapovednik (een type natuurreservaat) op het schiereiland Kamtsjatka in het uiterste oosten van Rusland. De bescherming is wisselend geweest, maar gaat terug tot 1934. Sinds 1985 staat het mede onder bescherming van UNESCO.
Een deel van de bekende Vulkanen van Kamtsjatka is hier te vinden, maar er is een grote variatie aan landschapstypen en levensvormen.

## Geschiedenis
Op 1 november 1934 werd het gebied per besluit van de Russische SFSR opgericht als zapovednik en deze datum wordt gezien als de officiële datum van de vorming van het reservaat. De nieuw gevormde zapovednik lag op het grondgebied van het voormalige sabelmarterreservaat, dat in 1882 was gesticht voor de jacht op sabelmarters. Op 29 augustus 1951 werd het reservaat opgeheven om industriële activiteiten te stimuleren, maar op 1 juli 1959 werd de bescherming hersteld en qua oppervlakte verdubbeld. In 1985 werd het gebied toegevoegd aan de lijst van biosfeerreservaten van UNESCO onder het Mens- en Biosfeerprogramma (MAB). Na een tweede uitbreiding van het gebied in 1992 werd het gebied in 1996 toegevoegd aan het Werelderfgoed Vulkanen van Kamtsjatka. Anno 2015 had het reservaat een oppervlakte van 11.476 vierkante kilometer.

## Landschap
Tot de bijzondere landschappen behoren kust-toendralaagland, bosachtig en struikachtig middelgebergte en vulkanisch bergland met gletsjergebieden. Bijzondere elementen zijn de beroemde Vallei van de Geisers, de op een na hoogste piek van Kamtsjatka, de Kronotskaja Sopka (3.528 meter) met de acht kilometer lange Toesjevski-gletsjer, een complex met zestien vulkanen, die in een halve ring rond het Kronotskojemeer (het grootste zoetwatermeer van Kamtsjatka) liggen en de vulkanische caldera Oezon, dat onderdeel vormt van het grootste geothermische veld in Kamtsjatka, waar zich bijzondere thermofiele organismen bevinden.
Bossen met goudberken (Betula ermanii) en Siberische dwergden (Pinus pumila) zijn wijdverspreid. Gebieden met groene els (Alnus viridis) zijn op alpiene locaties te vinden. Daarnaast bestaat ongeveer een kwart uit rotshellingen, bergtoendra en in de hogere gebieden ook poolwoestijnen. Rond het Kronotskojemeer zijn hoogopgaande bossen met Aziatische lariksen (Larix gmelinii), espen (Populus tremula), jezosparren (Picea jezoensis) en Sachalin-zilversparren (Abies sachalinensis). Alpiene toendra en hoogvenen zijn verspreid over het reservaat.

## Fauna
Op de bergtoppen, vulkanische plateaus en hoge terrassen langs de kust leven kamtsjatkamarmotten (Marmota camtschatica) en kamtsjatkasneeuwschapen (Ovis nivicola nivicola). De noordelijke fluithaas (Ochotona hyperborea) en arctische grondeekhoorn (Spermophilus parryii stejnegeri) leven alleen in de hooggebergten. Otters (Lutra lutra) leven in vrijwel iedere rivier in het gebied. Andere roofdieren in het gebied zijn onder andere de sabelmarter (Martes zibellina), hermelijn (Mustela erminea), veelvraat (Gulo gulo), Euraziatische lynx (Lynx lynx) en wolf (Canis lupus). Ook de kamtsjatkabeer (Ursus arctos beringianus) leeft hier en kan een gewicht van 400 à 450 kg bereiken (zelfs een exemplaar van 600 kg werd gemeld). Met ongeveer 700 exemplaren in Kronotski is hier de hoogste dichtheid van deze ondersoort in Rusland te vinden. Kronotski is ook het enige gebied op het Kamtsjatkaschiereiland waar rendieren (Rangifer tarandus phylarchus) voorkomen. Hun aantallen worden op 2.500 geschat.
Aan de kust leven dieren zoals stellerzeeleeuwen (Eumetopias jubatus), zeeotters (Enhydra lutris), gehoornde papegaaiduikers (Fratercula corniculata) en aleoetensterns (Onychoprion aleuticus). In de bosgebieden broeden onder andere vogels als matkop (Poecile montanus kamtschatkensis) en het rotsauerhoen (Tetrao urogalloides kamtschaticus). Het alpensneeuwhoen (Lagopus muta) en de giervalk (Falco rusticolus) kunnen in de hooggebergten worden gevonden.
In het gebied paaien bovendien rode zalmen (Oncorhynchus nerka). Omdat het paaiseizoen extreem lang duurt, van juli tot maart, zijn er 's winters in de ijsvrije delen van het reservaat honderden zeearenden (Haliaeetus albicilla), Stellers zeearenden (Haliaeetus pelagicus) en steenarenden (Aquila chrysaetos) te vinden. Ook broedt de Stellers zeearend hier met meer dan veertig paartjes.
De Siberische landsalamander (Salamandrella keyserlingii) is de enige vertegenwoordiger binnen de amfibieën in het reservaat.

## Afbeeldingen

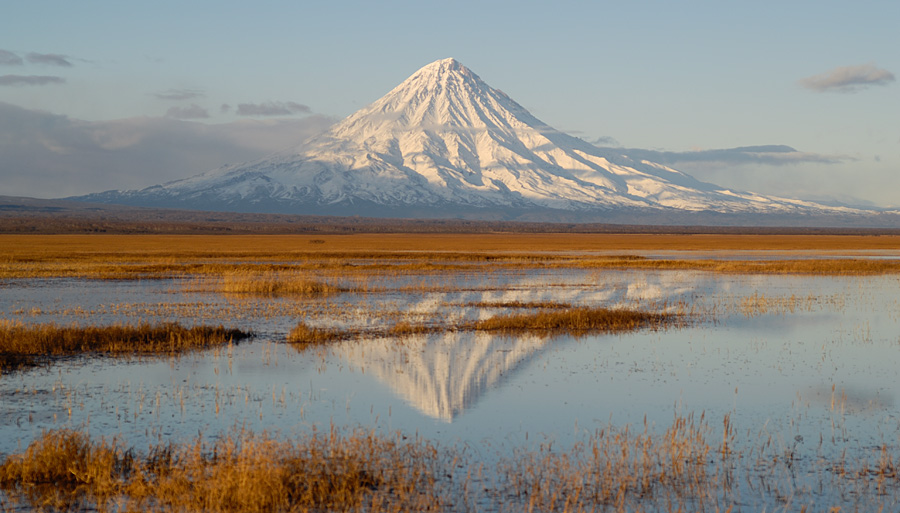
De vulkaan Kronotskaja Sopka (3.528 m)
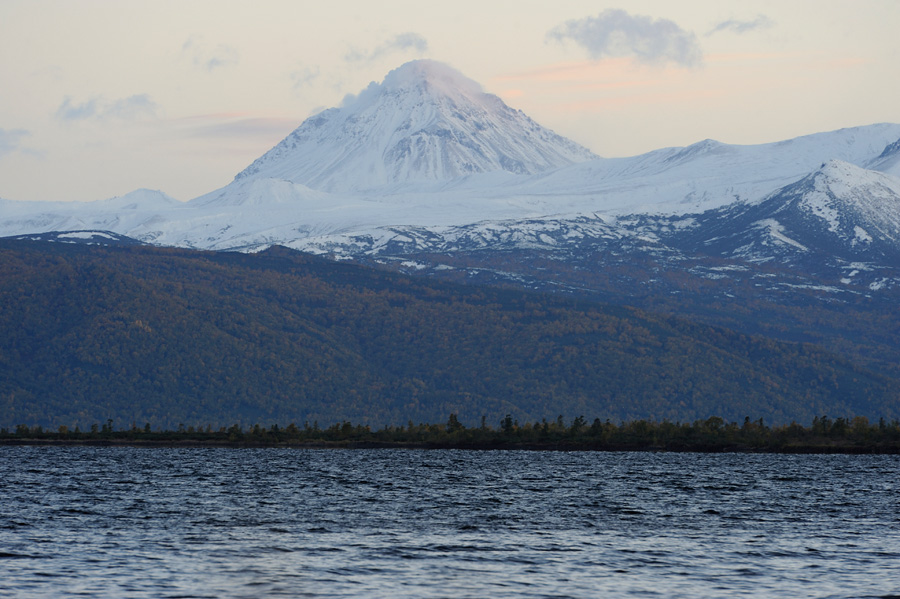
De vulkaan Kizimen vanaf het Kronotskojemeer
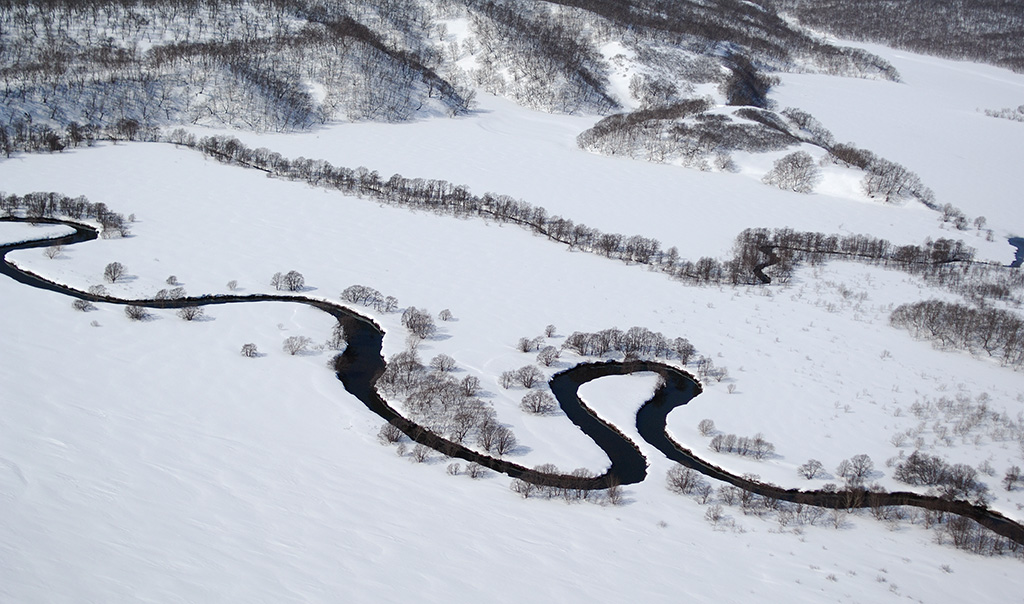
De rivier Tichieja
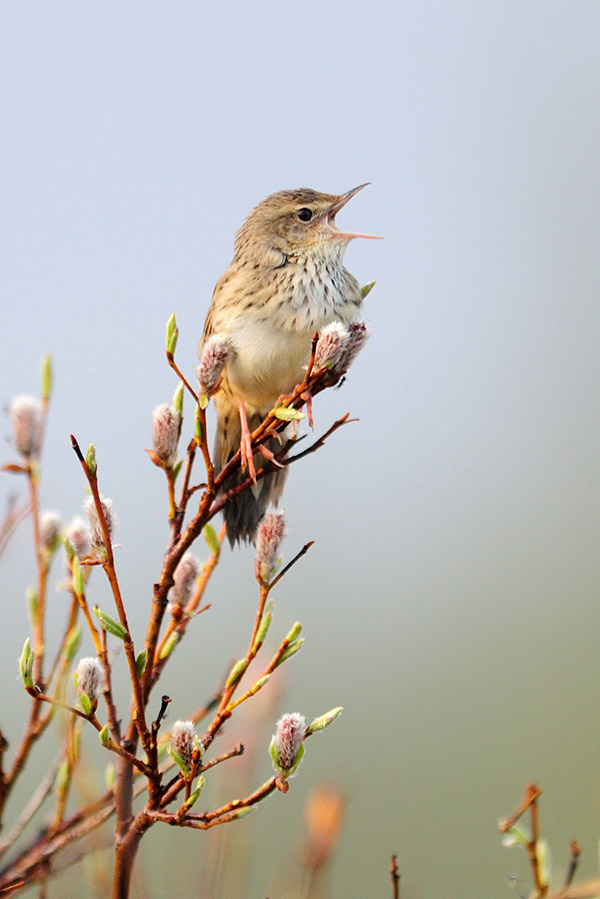
Kleine sprinkhaanzanger (Locustella lanceolata) in Kronotski
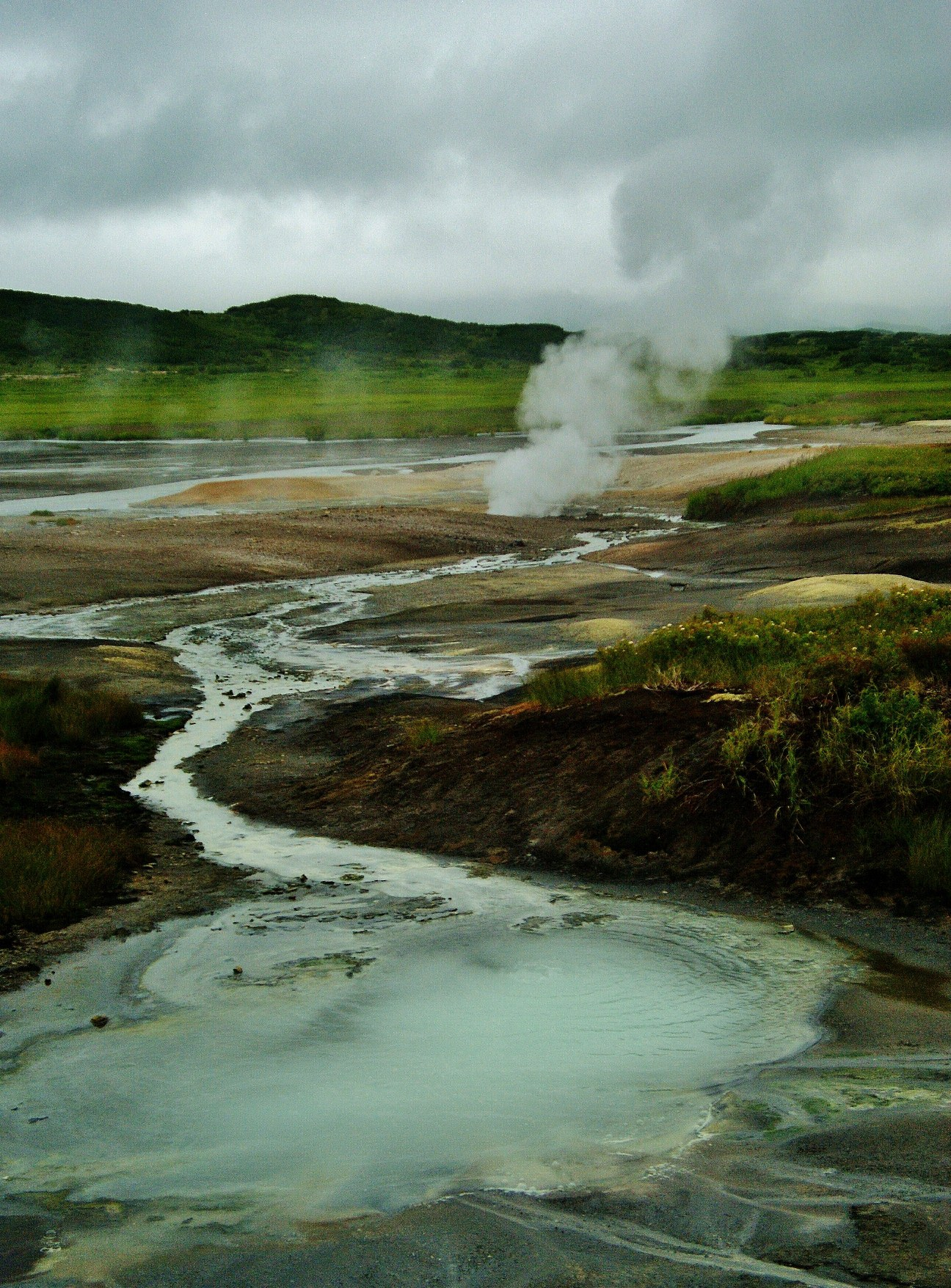
Geiser
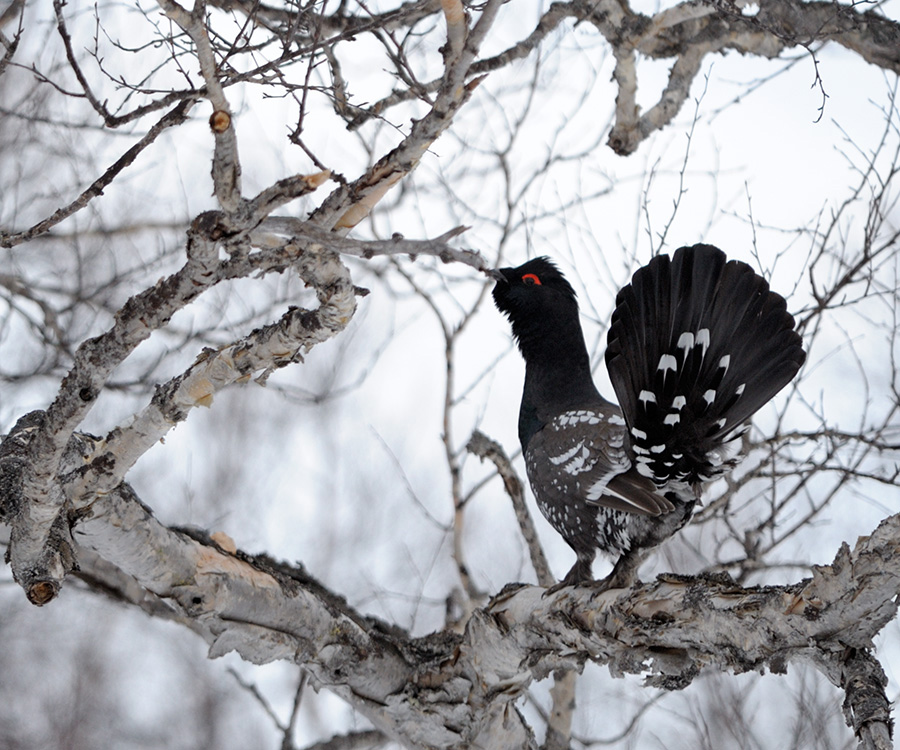
Rotsauerhoen (Tetrao urogalloides) in  Kronotski
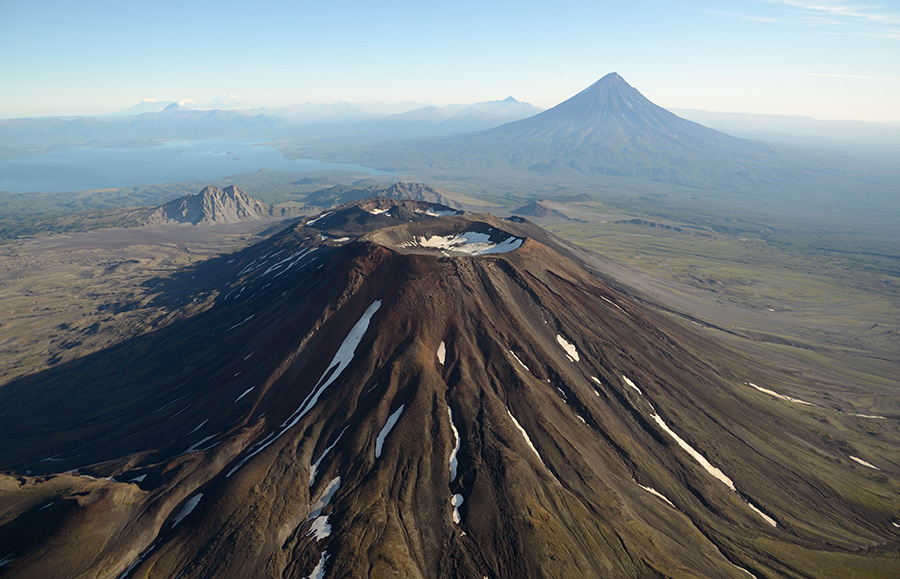
De vulkaan Krasjeninnikov